# 春木南溟

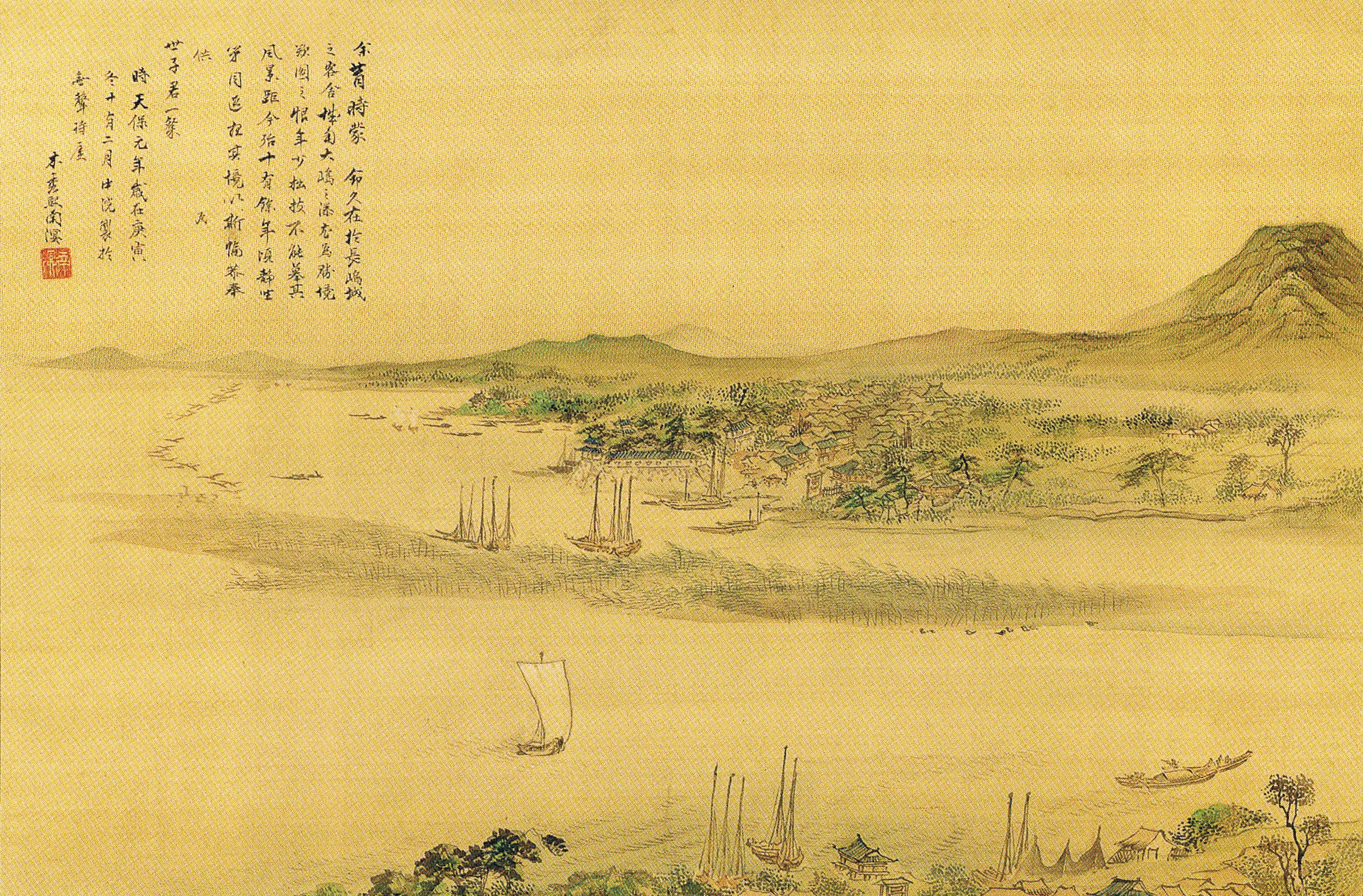
「長島桑名真景図」 絹本淡彩 1幅 個人蔵 天保元年（1830年）

春木 南溟（はるき なんめい、寛政7年（1795年） - 明治11年（1878年）12月11日）は、江戸時代後期から明治期の南画家。春木南湖の長男。
名ははじめ秀熙のちに龍。字は子敬のちに子緝。南溟は号、別号に耕雲漁者・呑山楼など。通称は卯之助。江戸の生まれ。

## 略歴

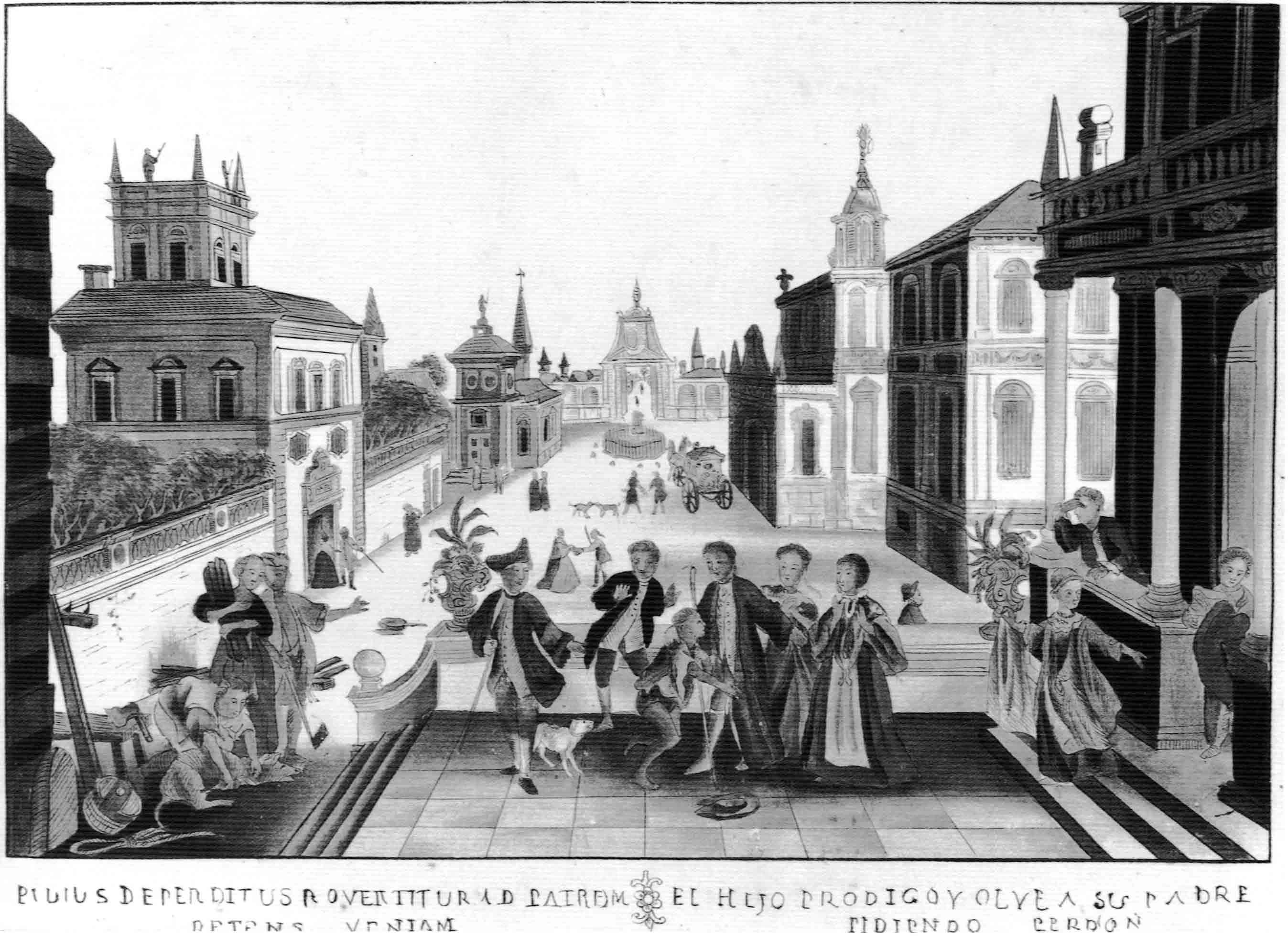
オランダ銅版画模

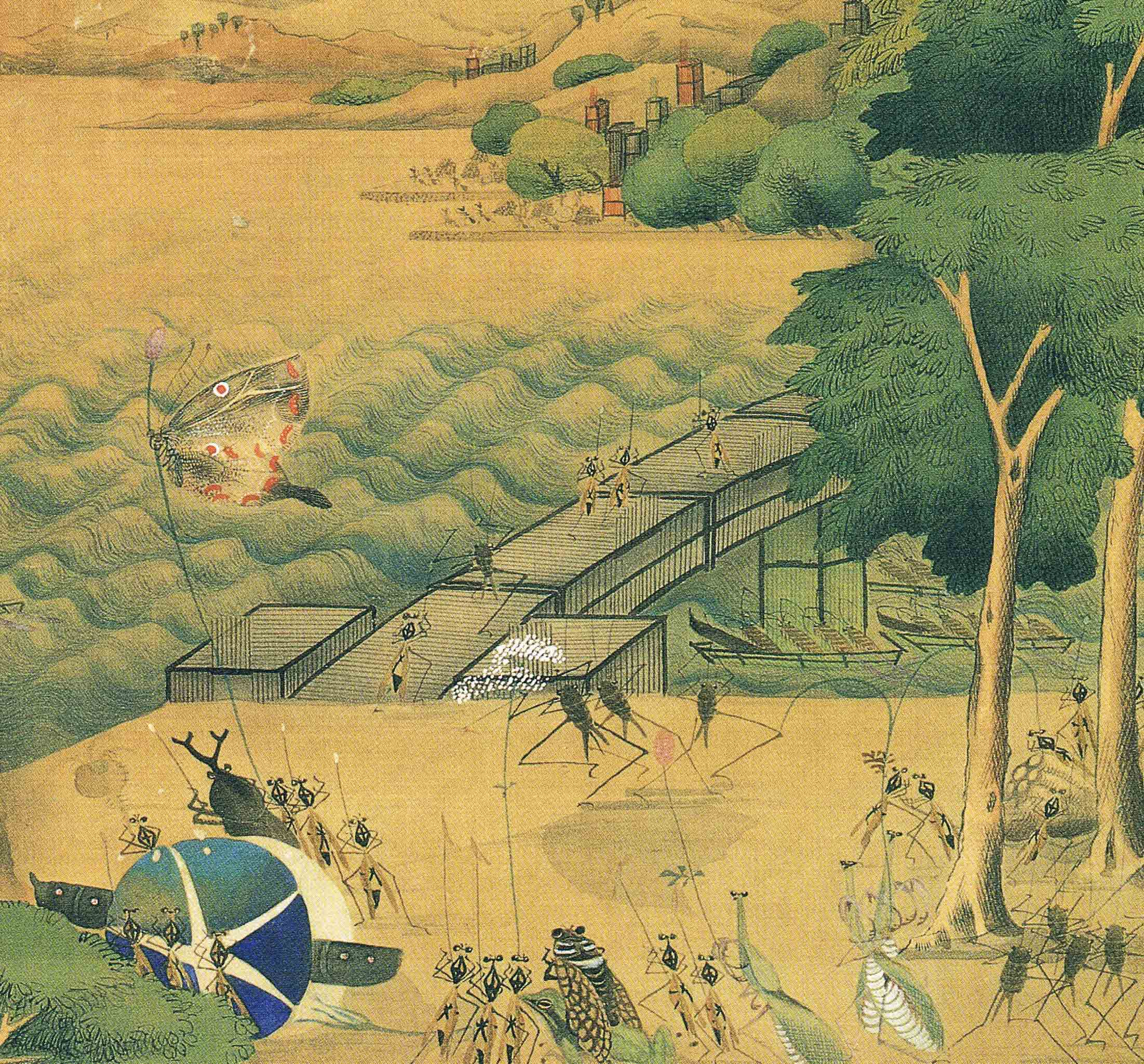
虫合戦（部分）

父南湖から南画を学び、さらに宋・元の名蹟を臨模して画法を習得。山水画・花鳥画を得意とした。当時名声は高く、温厚な性格であったことから三条公・細川候・岡藩主中川久成・秋月種樹等、有力なパトロンを得た。とりわけ土佐藩藩主山内容堂は南溟を寵愛し、橋場別邸の隣地に家を建て住まわすほどであった。
南溟の妻は、振付師市山七十郎の娘で仲睦まじい夫婦であったが妻が先立ってしまった。しかし南溟は亡き妻を想いその後も後妻を娶ることはなかったという。明治11年（1878年）12月11日病没。享年84。多磨霊園に墓所がある。
弟西湖、子の南華・孫は南渓・曽孫南江もそれぞれ画家として活躍した。門下に田崎草雲・佐藤紫煙・洋画家の川村清雄がいる。

## 作品
| 作品名           | 技法     | 形状・員数 | 寸法（縦x横cm） | 所有者                           | 年代               | 落款                                                      | 備考                      |
| ---------------- | -------- | ---------- | --------------- | -------------------------------- | ------------------ | --------------------------------------------------------- | ------------------------- |
| 雪中常盤図       |          |            |                 |                                  |                    |                                                           |                           |
| 虫合戦図         |          |            |                 |                                  |                    |                                                           |                           |
| 孔雀図           | 絹本著色 | 1幅        | 123.4x48.5      | ベルリン東洋美術館               | 江戸時代           |                                                           |                           |
| 牡丹に孔雀図     | 絹本著色 | 双幅       | 124.1x55.1      | 板橋区立美術館                   | 江戸から明治時代   | 款記「南溟」                                              |                           |
| 郡鴨図           | 絹本著色 | 1幅        | 66.0x112.3      | 三重県立美術館                   | 江戸から明治時代   | 款記「南溟」                                              |                           |
| 千疋蝶図         | 絹本著色 | 1幅        | 139.5x82.3      | 公益財団法人宇和島伊達文化保存会 | 江戸から明治時代   | 款記「南溟」/「南溟魚人」朱文方印・「木龍字天龍」白文方印 |                           |
| 十二月図         | 絹本著色 | 双幅       | 各158.7x69.3    | 公益財団法人宇和島伊達文化保存会 | 江戸から明治時代   | 款記「南溟」/「木龍之印」白文方印                         |                           |
| 雪中山水図       | 絹本著色 | 1幅        | 141.5x69.5      | 高知県立高知城歴史博物館         | 明治2年（1869年）  |                                                           |                           |
| 鴨図             | 絹本著色 | 1幅        | 97.3x35.1       | 高知県立美術館                   | 制作時期不明       |                                                           |                           |
| 日光霧降滝図     |          |            |                 |                                  | 明治10年（1877年） |                                                           | 第1回内国勧業博覧会出品作 |
| オランダ銅版画模 |          |            |                 |                                  |                    |                                                           |                           |